# Reawakening Pride Once Lost
Reawakening Pride Once Lost è il primo album in studio del gruppo musicale folk e celtic metal nordirlandese Waylander. È stato pubblicato nel 1998 dalla casa discografica Century Media Records.

## Il disco
In tutto l'album si possono notare le forti influenze celtic metal del gruppo. Si fanno sentire soprattutto in tracce del tutto acustiche come Sunrise e Gaelic Dawn, dove il flauto fa da strumento trainante, o in canzoni come Born to the Fight, A Hero's Lament e Awakening, dove si trovano intro di flauto talvolta accompagnato da chitarra acustica, basso, una leggera base di batteria e da un cantato pulito.

## Tracce
1. Sunrise – 2:28
2. Born to the Fight – 3:02
3. With Veins Afire – 4:42
4. Emain Macha – 5:56
5. Gaelic Dawn – 2:27
6. Once Upon an Era – 3:49
7. A Hero's Lament – 6:11
8. King of the Fairies – 6:08
9. Keen of Knowledge – 4:07
10. Victory Feast – 2:56
11. Awakening – 6:23

## Formazione
- Ciaran O'Hagan - voce
- Dermot O'Hagan - chitarra
- Michael Proctor - basso
- Den Ferran - batteria e percussioni
- Mairtin Mac Cormaic - tin whistle